# The Racket (1928)
The Racket is een Amerikaanse misdaadfilm uit 1928 onder regie van Lewis Milestone. De film werd destijds uitgebracht onder de titel Het recht zegeviert.

## Verhaal
De onkreukbare politiechef McQuigg krijgt het aan de stok met maffiabaas Nick Scarsi. Wanneer een aanslag op het leven van McQuigg mislukt, laat Scarsi hem door middel van zijn politieke vrienden overplaatsen naar een buitenwijk. McQuigg tracht Scarsi vervolgens voor het gerecht te dagen.

## Rolverdeling
| Acteur            | Personage   |
| ----------------- | ----------- |
| Thomas Meighan    | McQuigg     |
| Louis Wolheim     | Nick Scarsi |
| Marie Prevost     | Helen Hayes |
| G. Pat Collins    | Johnson     |
| Henry Sedley      | Spike       |
| George E. Stone   | Joe Scarsi  |
| Sam De Grasse     | Welch       |
| Richard Gallagher | Miller      |
| Lee Moran         | Pratt       |
| John Darrow       | Ames        |
| Lucien Prival     | Chick       |
| Dan Wolheim       | Turck       |